# Kontinental filosofi
Kontinental filosofi refererer til de forskellige filosofiske strømninger og bevægelser i Europa bortset fra England i begyndelsen af 1900-tallet. Siden 1900-tallet har den filosofiske verden ofte været delt mellem den kontinentale og den analytiske (eller angelsaksiske) filosofi.

## Termens historie
Betegnelsen kontinentalfilosofi stammer fra engelske filosoffer i anden halvdel af det 20. århundrede, der fandt det brugbart at have en samlet betegnelse for en række tankestrømninger især fra Frankrig og Tyskland, der havde det tilfælles, at de var meget forskellige fra analytisk filosofi og positivistisk filosofi. Imidlertid overses det ofte af nævnte engelsksprogede tradition, at dens udgangspunkt er tysksproget filosofi: Gottlob Frege, Wienerkredsen, Ludwig Wittgenstein, Karl Popper m.fl.

## Udgangspunkt
Kants kritik af metafysikken er udgangspunktet for meget kontineltalfilosofi. Vigtige inspirationskilder er også den tyske idealisme, Søren Kierkegaard og Nietzsche. Af tidlige repræsentanter kan måske regnes udviklingsfilosofferne vitalisten Henri Bergson og Oswald Spengler, der arbejder ud fra udviklingstanken fra den tyske idealisme.

## Fællestræk
Kontinentalfilosofi har nogle teser til fælles:
- Afvisning af scientisme: at empirisk naturvidenskab er den eneste måde at beskrive verden på. Det handler om at beskrive videnskabens (erfaringens) forudsætninger.
- Disse forudsætninger for viden er præget af sprog, kultur eller historie. Analytiske filosoffer behandler oftest filosofiske problemer et for et, hvorimod kontinentalfilosofi typisk mener, det er umuligt at behandle filosofiske problemer uden for den historiske sammenhæng.
- Det er vigtigt at undersøge selve filosofiens rødder, hvilket kaldes metafilosofi. Flere kontinentalfilosoffer erklærer derfor filosofien for død.
- Der er også tale om visse stilmæssige fællestræk. Som dets rødder har kontinentale filosoffer nogle gange en tendens til at bruge dunkle formuleringer og vage begreber. Heideggers udtryk som "intet intetner" og "verden verdener" er populære eksempler på det - men i reglen misforstået af engelsksproget filosofi. Dette er ingenlunde gældende for alle kontinentalfilosoffer. Fysikeren Alan Sokal udstillede i Sokal-affæren denne tendens inden for postmodernismen.
- Politisk filosofi har været et tema, der behandles meget forskelligt af traditionerne. Det behandles ofte inden for kontinentalfilosofi ud fra et kritisk perspektiv på et aspekt af samfundet eller historien, fx Hannah Arendts indflydelsesrige analyser af magt og totalitarisme, Sartres engagement og selvfølgelig frankfurterskolen. Men man finder ikke mange værker med generelle teorier om samfundets indretning, i traditionen fra Platons Staten eller Hobbes' Leviathan, medens denne tradition stadig er repræsenteret inden for den analytiske filosofi, fx med Rawls' værk En teori om retfærdighed.

## Retninger
Kontinentalfilosofien er opdelt i retninger en række mere eller mindre alment accepterede retninger. Mange filosoffer kan dog siges at tilhøre flere forskellige "ismer", idet de arbejder med ting fra f.eks. strukturalisme og fænomenologi, og placeres derfor tit i forskellige kategorier. Man skal derfor være varsom med at lægge for meget i betegnelserne. Der er også filosoffer som f.eks. Peter Sloterdijk eller Paul Virilio der ikke regnes til nogen speciel isme, selv om deres temaer er udpræget kontinentalfilosofiske.
- Fænomenologi. Edmund Husserl, grundlægger af fænomenologien, kan måske siges at være den største skikkelse i kontinentalfilosofien. Dennes grundtanke er at filosofien skal rettes "imod sagerne selv", dvs. ting som de fremtræder for folk – alt hvad man ved om, hvordan de er i sig selv skal man sætte "i parentes". Husserl er en af de få kontinentalfilosoffer der læses flittigt i den analytiske filosofi. Han korresponderede da også med dennes grundlægger Gottlob Frege. Fænomenologien videreudvikles af Max Scheler, Martin Heidegger, Maurice Merleau-Ponty, Emmanuel Levinas, Hermann Schmitz og talrige andre.

- Eksistentialisme. En kendt version og fænomenologien er den franske eksistentialisme (Jean-Paul Sartre, Albert Camus) som inspireret af Heidegger. Martin Buber kan også siges at være eksistentialist, endskønt denne tager udgangspunkt i religion. Psykologen Karl Jaspers regnes også for en eksistentialist.

- Hermeneutik. Denne grundlagdes af en elev af Heidegger, Hans-Georg Gadamer er en vigtig skikkelse. Paul Ricoeur søger at udarbejde en syntese af hermeneutikken og fænomenologien.

- Strukturalisme tager udgangspunkt i lingvistikken Ferdinand de Saussure. Andre strukturalister er Michel Foucault, marxisten Louis Althusser, antropologen Claude Lévi-Strauss, Michel Serres og litteraturkritikeren Roland Barthès. Som navnet antyder så de mennesket som bestemt af de stukturen de indtræder i, og benægter den frie vilje.

- Poststrukturalisme. Filosofferne Jacques Derrida, Jean Baudrillard, Giles Deleuze, Michel Foucault og Félix Guattari regnes ofte som poststrukturalister.

- Frankfurterskolen der også kaldes Kritisk teori. Udvikles af Max Horkheimer, Adorno, Herbert Marcuse og Jürgen Habermas.

- Marxisme

- Psykoanalyse. Sigmund Freud psykoanalyse har inspireret filosofferne Jacques Lacan, Julia Kristeva og Slavoj Žižek. Lacan regnes også for strukturalist.

- Spekulativ realisme, som er et opgør med antimetafysikken, hvor centrale personer er Graham Harman og Quentin Meillassoux.